# Glass (film fra 2019)
Glass er en amerikansk superheltefilm skrevet, produceret og instrueret af M. Night Shyamalan. Filmen er en crossover og efterfølger til Shyamalans tidligere film Unbreakable (2000) og Split (2016) og er den sidste film i Unbreakable-trilogien. Bruce Willis, Samuel L. Jackson, Spencer Treat Clark og Charlayne Woodard gentager deres roller fra Unbreakable, mens James McAvoy og Anya Taylor-Joy gentager deres roller fra Split, med Sarah Paulson, Adam David Thompson og Luke Kirby i nye roller i denne film. I filmen bliver figuren David Dunn låst inde på et mentalsygehus sammen med sin ærkefjende Mr. Glass og multi-personligheden "The Horde" og må kæmpe mod en psykiater, der er ude på at bevise, at trioen rent faktisk ikke har superhelte-evner.

## Medvirkende
- James McAvoy som Kevin Wendell Crumb
- Bruce Willis som David Dunn
- Samuel L. Jackson som Elijah Price
- Sarah Paulson som Dr. Ellie Staple
- Anya Taylor-Joy som Casey Cooke
- Spencer Treat Clark som Joseph Dunn
- Charlayne Woodard som Fru Price
- Adam David Thompson som Daryl
- Luke Kirby som Pierce